# Tárkány-Kovács Bálint
Tárkány-Kovács Bálint (Budapest, 1980–) cimbalomművész, a Tárkány Művek alapítója, a Fonó Zenekar tagja.

## Szakmai út
1987-ben az óbudai Leövey Klára ének-zene tagozatos általános iskolában kezdett hétéves korában cimbalmot tanulni Béresné Szöllős Beatrixtól. 1991-ben létrejött az ország első népzeneiskolája az Óbudai Népzeneiskola. A cimbalomtanszak odaköltözött. Ekkoriban lett Balogh Kálmánhoz magántanítványa, a népzeneiskolával párhuzamosan. A Bartók konzira Gerencsérné Szeverényi Ilona készítette föl, itt folytatta klasszikus tanulmányait Szakály Ágnes vezetésével. Jelenleg a Zeneakadémia cimbalmos hallgatója, ahol ismét Balogh Kálmán a mestere. A Nyirettyű volt az első még gyermekzenekar, amelyben játszott, majd a Csombor zenekar alapító tagja lett. A Csombor után a Pentaton csoportban folytatta. 2008-ban alapította meg a Tárkány Műveket, melynek nemcsak cimbalmosa, hanem dalszerzője is. Jelenleg a Rekontra, a Bivaly, a Tündök, a Fonó és természetesen a Tárkány Művek tagja.

## Tanulmányok

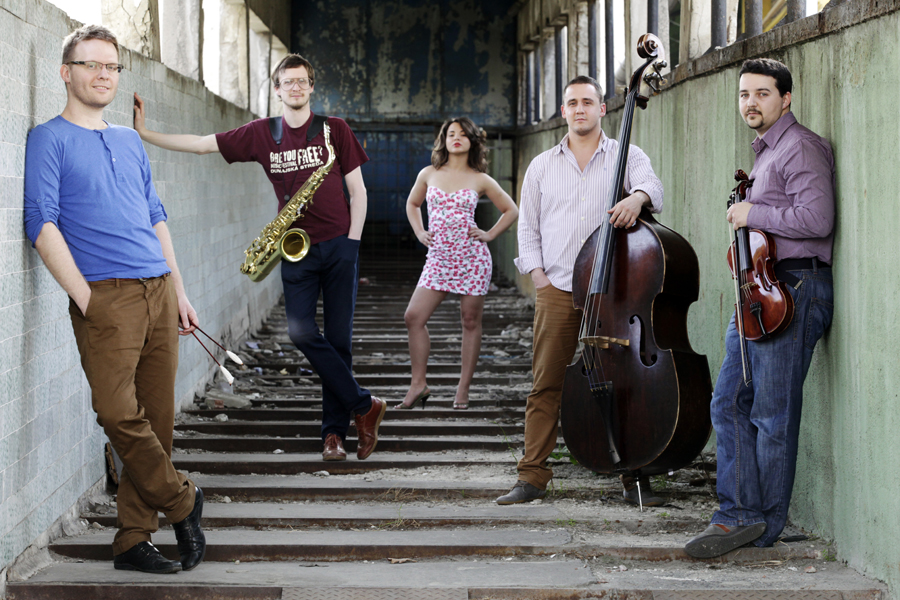
Tárkány-Kovács Bálint a Tárkány Művekkel

- 2011- tanulmányok a Liszt Ferenc Zeneművészeti Egyetem  Népi cimbalom szakán (MA) Tanár: Balogh Kálmán
- 2011  Diploma a Liszt Ferenc Zeneművészeti Egyetem  Népi cimbalom szakán (BA) Tanár: Balogh Kálmán
- 1996 - 1998 Bartók Béla Konzervatórium, Tanár: Béresné Szöllős Beatrix
- 1987 - 1995 Leövey Klára Zenei Tagozatos Általános Iskola, Tanár: Béresné Szöllős Beatrix

## Diszkográfia
- Korcsos és cigánycsárdás (Tündök zenekar, Táncház-Népzene 2008)
- Marossárpataki sebesforduló (Tündök zenekar, Új Élő Népzene 2008)
- Arcomba az arcod vésted (Tárkány Művek, 2010)
- Mit egyen a baba? (Alma együttes, 2010)
- Itt a nyár MAXI (Tárkány Művek, 2012)

## Fellépések
- 1997 Törökország, Izmir, Csombor zenekarral
- 1998 Svédország, Storjö Yran Festival Csombor zenekarral és a Bartók Táncegyüttessel
- 2001 Franciaország, Csombor zenekarral és a Bihari Táncegyüttessel
- 2002 Esztergom, koncert Őfelsége Akihito japán császár fogadásán
- 2003 Ausztrália, Magyar Hét Melbourne-ben
- 2004 Görögország, Pentaton
- 2006, 2007 Sziget Fesztivál , Rekontra zenekarral
- 2008 koncert Ilham Aliyevv Azerbajdzsán elnökének fogadásán
- 2008 Magyar Állami Operaház , Tündök zenekarral
- 2009 Belgium, Csombor zenekarral és a Bihari Táncegyüttessel
- 2009 SZIN Fesztivál, Tárkány Művek
- 2010 - 2012 Új Színház szóló a Bethlen c. darabban
- 2010 Budapest, Sándor Palota, koncert Schmitt Pál beiktatási ceremóniáján
- 2011 Fülek (SK), Tárkány Művek
- 2011 Gyilkostói Sokadalom (RO), Tárkány Művek
- 2011 Diploma Koncert a Liszt Ferenc Zeneművészeti Egyetemen
- 2012 Pozsony (SK) - Varsó (PL) turné, Tárkány Művek
- 2012 Művészetek Palotája, Tárkány Művek
- 2012 Folk Hollydays Namest nad Oslavou (CZ), Fonó Zenekar